# La Grange (Caroline du Nord)
Pour les articles homonymes, voir Lagrange.
La Grange est une ville américaine située dans le comté de Lenoir dans l'État de Caroline du Nord. En 2010, sa population était de 2 873 habitants.

## Démographie
| 1880 | 1890 | 1900 | 1910  | 1920  | 1930  |
| ---- | ---- | ---- | ----- | ----- | ----- |
| 522  | 775  | 853  | 1 007 | 1 399 | 1 500 |

| 1940  | 1950  | 1960  | 1970  | 1980  | 1990  |
| ----- | ----- | ----- | ----- | ----- | ----- |
| 1 647 | 1 852 | 2 133 | 2 679 | 3 147 | 2 805 |

| 2000  | 2010  | - | - | - | - |
| ----- | ----- | - | - | - | - |
| 2 844 | 2 873 | - | - | - | - |

## Traduction
- (en) Cet article est partiellement ou en totalité issu de l’article de Wikipédia en anglais intitulé « La Grange, North Carolina » (voir la liste des auteurs).